# Adony
Adony – miasto w centralnej części Węgier, w Komitacie Fejér, w powiecie Adony.

## Miasta partnerskie
- Szczekociny (Polska)